# Alternativa Zero
Alternativa Zero - Tendências Polémicas na Arte Portuguesa Contemporânea (1977), foi uma exposição organizada por Ernesto de Sousa que decorreu na Galeria Nacional de Arte Moderna, Belém, Lisboa.

## Historial
A exposição decorreu em 1977 e representou "o primeiro balanço dos trabalhos que em Portugal tomaram como referência as atitudes conceptuais e congéneres" que marcaram a cena artística internacional a partir do final da década de 1960. Propostas conceptuais como as de Alberto Carneiro, Clara Menéres (com Mulher-Terra-Vida) e João Vieira (vídeo), "comprovam e exemplificam a linha plural orientadora da exposição, numa altura em que o vazio do mercado de arte não permitia uma verdadeira visibilidade das obras nacionais".
Em paralelo com a exposição principal, foi realizada uma exposição documental sobre os "Pioneiros do Modernismo em Portugal" e uma outra, de cartazes, com o tema "A Vanguarda e os Meios de Comunicação".
A programação integrou ainda várias ações e performances, programadas ou espontâneas, debates, projeções de filmes e vídeos, concertos de música experimental, destacando-se a apresentação de duas peças do Living Theatre pela primeira vez em Portugal.

### Participaram nesta exposição
Helena Almeida, Alvess, Pedro Andrade, André Gomes, Armando Azevedo, Vitor Belém, Júlio Bragança, João Brehm, Fernando Calhau, Alberto Carneiro, José Carvalho, Manuel Casimiro, E. M. de Melo e Castro, José Conduto, Noronha da Costa, Melo Castro, Graça Pereira Coutinho, Da Rocha, Lisa Chaves Ferreira, Robin Fior (1935-2012), Ana Hatherly, Lagarto & Nigel Coates, Álvaro Lapa, Clara Menéres, Albuquerque Mendes, Leonel Moura, António Palolo, Jorge Peixinho, Jorge Pinheiro, Vítor Pomar, José Rodrigues, Joana Rosa, Túlia Saldanha, Julião Sarmento, António Sena, Sena da Silva (pintura de um eléctrico que circulou pela cidade de Lisboa), Ângelo de Sousa, Ernesto de Sousa, Artur Varela, Mário Varela, Ana Vieira, João Vieira (oferta de um espaço vazio para a livre criatividade do público), Pires Vieira. E também: A. F. Alexandre, Helder M. Ferreira, João Miguel F. Jorge, Joaquim M. Magalhães.